# Иванищенко, Лука Алексеевич
Лука Алексеевич Иванищенко (укр. Лука Олексійович Іваніщенко; 31 октября 1927 год, село Скородистик — 29 марта 2005 года, село Ирклиев, Чернобаевский район, Черкасская область) — председатель колхоза «Советская Украина» Чернобаевского района Черкасской области. Герой Социалистического Труда (1973). Депутат Верховного Совета УССР 10—11 созывов.

## Биография
Родился в селе Скородистик 31 октября 1927 года в крестьянской семье. С 1943 года начал свою трудовую деятельность рядовым колхозником. С 1949 года — старший бухгалтер колхоза «Заповедь Шевченко» Чернобаевского района. Окончил Тальянковский зоотехникум Тальновского района Черкасской области. В 1953 году вступил в КПСС. Окончил заочную Высшую школу при ЦК КПСС.
С 1953 по 1994 год — председатель колхоза «Советская Украина» Чернобаевского района. В 1973 году удостоен звания Героя Социалистического Труда.
С 1994 по 2005 год — председатель общества кооперативных собственников «Межгорье» села Ирклиев.

## Награды
- Герой Социалистического Труда — указ Президиума Верховного Совета от 8 декабря 1973 года
- Орден Ленина
- Заслуженный деятель сельского хозяйства Украинской ССР.